# Pierre Plaoul
Pierre Plaoul, né à Liège en 1353 et mort le 11 avril 1415, est un théologien et prélat français, évêque de Senlis de 1409 à sa mort en 1415. 
Théologien à la Sorbonne, il participe aux efforts de réduction du Grand schisme d'Occident.

## Biographie
Pierre Plaoul est né à Liège en 1353,. On ne sait rien de sa famille, mais il est probablement issu d'un milieu modeste,. Il fait ses études au collège de Sorbonne à Paris et obtient en 1371 sa licence en arts.

### Théologien à la Sorbonne
Pierre Plaoul est cité dans les sources pour la première fois en 1385. Il est déjà bachelier en théologie et sous-chancelier, assistant par conséquent du Chancelier de l'Université de Paris Jean Blanchard. Ce dernier est en fait le chancelier de l'Église de Paris, qui a pour mission de veiller à la collation des grades dans l'université de Paris. 
En 1385, l'université accuse Jean Blanchard et Pierre Plaoul de s'enrichir en faisant payer les candidats aux grades, accusation qui semble fondée. L'affaire est portée devant le pape Clément VII par le représentant de l'université, Pierre d'Ailly. Jean Blanchard et Pierre Plaoul sont déplacés,. Pierre Plaoul prend place dans la curie pontificale en Avignon dans la familia du cardinal Pierre Ameilh, qui lui procure une prébende à la collégiale de Saint-Omer, vacante depuis le 2 mars 1387.
À Paris, Jean Blanchard est remplacé comme chancelier de l'université par Jean de Guignecourt, ami de Pierre Plaoul puis par Pierre d'Ailly, sur ordre pontifical. Pierre Plaoul reçoit procuration de Jean de Guignecourt pour procéder à ce changement, défavorable à ce dernier.. Pierre Plaoul enseigne la théologie en tant que bachelier sententiaire à la Sorbonne en 1392-1393, commentant les Sentences de Pierre Lombard,,. En 1394, il devient professeur, apprécié de ses collègues. Le 23 juillet 1394, il devient chanoine de Notre-Dame de Paris, ce qui lui assure des revenus confortables.

### Diplomate
Au printemps 1396, Pierre Plaoul fait partie d'une ambassade envoyée par le roi Charles VI dans l'Empire auprès de Sigismond de Luxembourg, Venceslas de Luxembourg et les ducs de Bavière à propos du Grand Schisme. De retour à Paris, il fait un discours appelant à résister à Benoît XIII lors de seconde assemblée du clergé convoquée par Charles VI. À partir de l'automne 1396, il est officiellement porte-parole de l'université de Paris pour les questions touchant au schisme. Il intervient ainsi dans la troisième assemblée du clergé du royaume, le 7 juin 1398, pour démontrer qu'il fallait cesser d'obéir à l'antipape d'Avignon, Benoît XIII. L'assemblée vote effectivement la soustraction d'obédience à Benoît XIII,,.

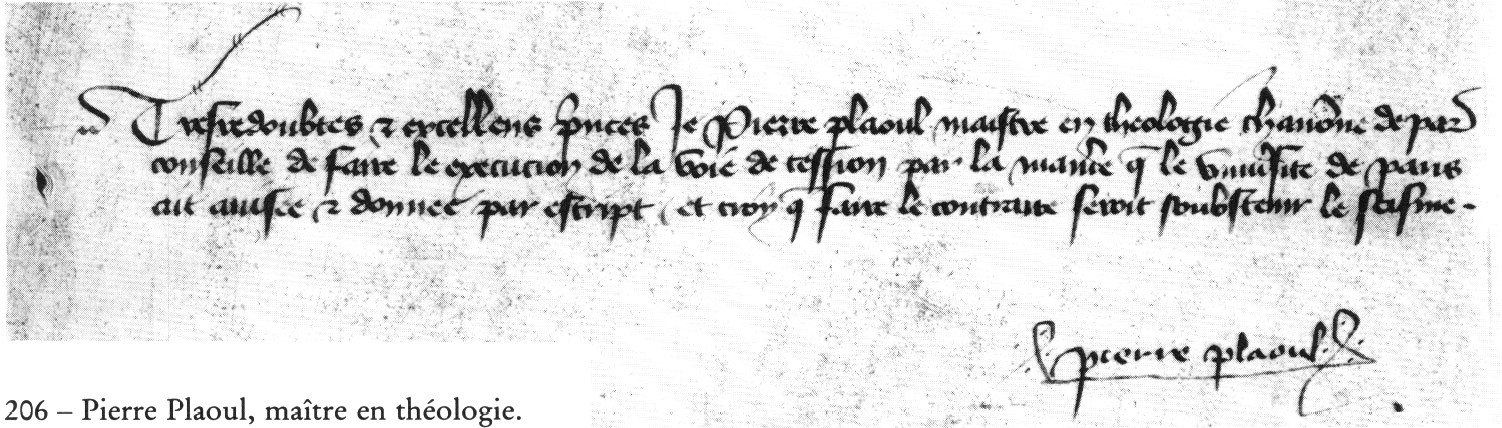
Cédulle de vote de Pierre Plaoul lors du vote de la soustraction d'obédience à en 1398.Texte : Très redoubtes et excellens princes, je Pierre Plaoul, maistre en théologie, chanonne de Paris, conseille de faire le execution de la voie de cession par la maniéré que le université de Paris ait avisée et donnée par escript ; et croy que faire le contraire seroit soubstenir le scisme.

D'un point de vue théologique, Pierre Plaoul se situe dans la lignée d'Albert le Grand, alors que Jean Gerson reste fidèle au nominalisme. Au-delà du débat doctrinal, leur position vis-à-vis de Benoît XIII oppose Plaoul à Gerson et à Pierre d'Ailly, qui lui restent fidèles. 
En 1405, Pierre Plaoul, accompagné par Jean Guiot, Henri Doigny, Guillaume Beauneveu et Arnold Witwit, est envoyé par l'université de Paris auprès du pape de Rome, Innocent VII, toujours au sujet du Grand Schisme. En 1406, il prononce plusieurs discours au nom de l'université de Paris contre Benoît XIII,. Après l'élection de Grégoire XII à Rome, Pierre Plaoul fait partie d'une ambassade envoyée à Avignon auprès de Benoît XIII puis à Rome auprès de Grégoire XII, devant qui il prend la parole. Cette ambassade comprend aussi Jean Petit, Eustache de Fauquembergues, Pierre Cauchon, Robert du Quesnoy et Simon de Cramaud,. Pierre Plaoul participe directement à la préparation du concile de Pise de 1409, convoqué pour réunir les deux obédiences. Il y prend la parole, en faveur de l'unité,.

### Évêque de Senlis
Le 2 octobre 1409, le nouveau pape élu à Pise, Alexandre V, nomme Pierre Plaoul évêque de Senlis — siège souvent dévolu à un théologien parisien — pour le récompenser de ses efforts en faveur de la réduction du schisme.
L'activité pastorale de Pierre Plaoul à Senlis est mal connue. Il entretient de bonnes relations avec son chapitre et continue ses activités intellectuelles. Il est désigné pour participer au concile de Constance, qui met fin au Grand Schisme, mais, malade, ne peut s'y rendre. La nouvelle de sa mort, survenue le 11 avril 1415, parvient à Constance et attriste les pères conciliaires comme Jean Gerson. Le chroniqueur Jean Froissart souligne la bonne réputation de Plaoul.